# پارک شبه‌ملی می‌نامی سانریکو کینکاکان
پارک شبه‌ملی می‌نامی سانریکو کینکاکان (به لاتین: Minami Sanriku Kinkasan Quasi-National Park) یک منطقهٔ مسکونی در ژاپن است که در استان میاگی واقع شده‌است.